# میشائیل لنگر
میشائیل لنگر (انگلیسی: Michael Langer؛ زادهٔ ۶ ژانویهٔ ۱۹۸۵) بازیکن فوتبال اهل اتریش است.
از باشگاه‌هایی که در آن بازی کرده‌است می‌توان به باشگاه فوتبال فرایبورگ، باشگاه فوتبال اف‌اس‌وی فرانکفورت، باشگاه فوتبال اس‌وی زاندهاوزن، باشگاه فوتبال اشتوتگارت، و باشگاه فوتبال وولرنگا اشاره کرد.

## عملکرد باشگاهی
پیش از این دروازه‌بان تیم آلمانی اشتوتگارت بود و در ۱۰ مارس ۲۰۰۷ در بازی مقابل ولفسبورگ، به عنوان جایگزینی برای تیمو هیلدبراند دروازه‌بان معمولی، در بالاترین لیگ آلمان حضور پیدا کرد.
در ۲ ژانویه ۲۰۰۸، وی به فرایبورگ نقل مکان کرد و باشگاه در ۸ مه ۲۰۱۰ قرارداد خود را فسخ کرد.
در ۲۰ مه ۲۰۱۰، لنگر با باشگاه باشگاه بوندسلیگا دویی اف اس وی فرانکفورت قرارداد منعقد کرد. در تابستان ۲۰۱۲، وی به اس وی زاندهاوزن نقل مکان کرد و مجدداً قرارداد دو ساله امضا کرد. در آوریل ۲۰۱۴، لنگر قرارداد خود را با زاندهاوزن فسخ کرد و به وولرنگا پیوست.
لنگر در تاریخ ۱ فوریه ۲۰۱۶ با باشگاه تامپا بای رودیز قرارداد امضا کرد.

## عملکرد بین‌المللی
لنگر یک بار برای تیم ملی زیر ۲۱ سال اتریش در سال ۲۰۰۶ بازی کرد.

## افتخارات
- بوندس لیگا:۰۷–۲۰۰۶